# Викрадення місяця
«Викрадення місяця» — радянський художній фільм, знятий на кіностудії «Грузія-фільм» 1973 року.

## Сюжет
За однойменним романом Костянтина Гамсахурдії. Молодий аристократ Тараш, який повернувся з еміграції в радянську Грузію і не знайшов з нею спільної мови, вночі кидається в гірську річку, в її шалене кипіння, освітлене місяцем. Потрібно було рятуватися, «але Тараш усе плив і плив, зачарований місяцем у тому кипінні».

## У ролях
- Гейдар Палавандішвілі — Тараш Емхварі
- Отар Мегвінетухуцесі — Арзакан Звамбайя
- Ірина Чічінадзе — Тамара Шервашидзе
- Коте Даушвілі — Кац Звамбайя
- Ариадна Шенгелая — Кароліна
- Леван Пілпані — Джамлет Тарба
- Рамаз Чхиквадзе — Шардін Алшибайа
- Зураб Капіанідзе — Ломкац Тарба
- Руслан Мікаберідзе — Джото
- Акакій Васадзе — Таріел Шервашидзе

## Знімальна група
- Режисер — Тамаз Меліава
- Сценаристи — Костянтин Гамсахурдіа, Тамаз Меліава, Георгий Хухашвілі
- Оператор — Роман Цурцумія
- Композитор — Сулхан Насідзе
- Художник — Крістесіа Лебанідзе